# イバルの書
イバルの書（英語: Kitāb al-ʻIbar ("Book of Lessons") は、アラブ人の社会学者で歴史家であったイブン・ハルドゥーンによって書かれた14世紀の書物である。正式名称は『省察すべき実例の書、アラブ人、ペルシャ人、ベルベル人および彼らと同時代の偉大な支配者たちの初期と後期の歴史に関する集成』（كتاب العبر، وديوان المبتدأ والخبر، في أيام العرب والعجم والبربر، ومن عاصرهم من ذوي السلطان الأكبر kitāb al-ʿibar wa-dīwān al-mubtadaʾ wa-al-ḫabar fi ʾayyām al-ʿarab wa-al-ʿajam wa-al-barbar wa-man ʿāsara-hum min ḏawī al-sulṭān al-ʾakbar）。7部からなる歴史百科事典であり、『イブン・ハルドゥーンの歴史』というタイトルでアラビア語でも出版されている。またその序論と第1部に該当する部分が『歴史序説（英語：al-muqaddimah、アラビア語：المقدمة）』として知られている。

## 概要
イバルの書は、ベルベル人の歴史として始まり、7部がなるにつれて普遍史へと拡大した。
第1部 - 歴史序説（Al-Muqaddimah、序論）として知られる部分。諸帝国の社会的、経済的、地理的な普遍史であり、最もよく知られた部分でもある。
第2～5部: 著者、つまりハルドゥーン自身の時代までの歴史。
第6・7部: ベルベル人とマグレブ人の歴史学。このように、ハルドゥーンは、複数の、時には矛盾するような資料を引用せずに総合することで、アラブの歴史家の古典的なスタイルから逸脱している。また、14世紀のフェズで出版されたイブン・アビ・ザール著『ロー・アル・キルタース（Rawḍ al-Qirṭās）』にあるいくつかの誤りを再現しているが、同書がベルベル人の歴史に関する貴重な資料であることには変わりがない。

社会学の規律に関して、ハルドゥーンは定住生活と遊牧生活を対置し、兵士や軍が都市を征服するときに必然的な権力の喪失が起こることを示した。アラブ人学者サティ・アル＝フスリによれば、歴史序説（第1部）は社会学の著作として解釈できるという。この作品は、「社会的凝集」、「集団の連帯」、または「部族主義（Tribalism）」などと訳されているイブン・ハルドゥーンの中心概念である「アサビーヤ（'aṣabiyyah）」に基づいている。アサビーヤは、部族やその他の小規模な血縁グループの中で自然発生し、宗教的イデオロギーによって強化され、拡大することがあるという。イブン・ハルドゥーンの分析は、このような結束が集団を権力へ導く一方で、それ自体が心理的・社会的・経済的・政治的に集団が没落し、より強い（あるいは少なくともより後続の活気づいた）結束に結びついた新しい集団、王朝、ないしは帝国に取って代わられる要因を孕んでいると考察している。ハルドゥーンの見解の中には、特にサハラ以南のアフリカのザンジュに関するものがあるが、当時としては珍しいものではなかったものの、ハルドゥーンが人種差別主義者であったとの引用がされることもある。事実、アブデルマジッド・ハヌーム（Abdelmajid Hannoum）によれば、ベルベル人とアラブ人の識別についてのハルドゥーンの記述を翻訳家だったウィリアム・マクガッキン・ド・スレーン（William McGuckin de Slane）が誤って解釈し、「アラブ人とベルベル人を分離・対立させる人種思想」を『ベルベル人の歴史』のタイトルで翻訳版の一部に挿入したという。
ハルドゥーンの著作からよく引用される部分に、ある社会が偉大な文明になると、その絶頂期の後に衰退期が訪れるという考え方がある。つまり、衰退した文明を征服するのは蛮族のグループであるが、蛮族は征服した社会の支配を固めると、識字や芸術など、より洗練された側面に惹かれ、そうした文化習慣に同化・模倣する。そして、やがて元の蛮族は新たな蛮族に征服され、同じことが繰り返される、というものである。経済学者であり歴史家でもあるジョージタウン大学のイブラヒム・オウェイス（Ibrahim Oweiss）教授は、ヨーゼフ・シュンペーターとデイビッド・ヒュームが労働価値説を提唱したのとは対照的に、ハルドゥーンは労働についてそのように言及することはなかったと述べている。
さらに、社会を説明する科学の創造を求め、その考えを主著の『歴史序説』にまとめている。同書では、「文明とその幸福は、商売の繁盛と同じで、生産性と人々が自らの利益のためにあらゆる方向に努力することに依存している」と述べ、ムスリムの歴史家が守ってきた規範から乖離し、伝達者の信憑性ではなく物語の妥当性に焦点を当て、批判的思考を促したのである。また分業、税、物資不足、経済成長に関する初期の理論についても概説しているのみならず、貧困の起源と原因を最初に研究した人物の一人でもあり、貧困は道徳と人間の価値の破壊の結果だとした。消費、政府、投資など、富を生み出す要素についても考察しており、これは現代のGDPの考え方の前身ともいえる。さらには、貧困は必ずしも財務上の判断の誤りの帰結であるとは限らず、外的要因による場合もあるのであり、したがって政府は貧困の軽減に関与すべきであると主張した。
さらに、同書においてハルドゥーンは、イスラムの通貨制度における通貨は本来有するだけの価値を持つべきであり、そのために通貨はディルハムなどのように金や銀で作られるべきだと考えていた（本位貨幣参照）。1ディナールは1ミスカル（Mithqal、オオムギ72粒の重さ＝約4.25グラム）、7ディナールは10ディルハム（1ディルハム＝0.7ミスカル＝約2.96グラム）の重さであり、ここに示したような重さと硬貨の純度は厳格に遵守されなければならないとした。

## 後世への影響
フランク・ハーバートが著し1965年に刊行されたSF小説『デューン砂の惑星』には、アラキス（Arrakis）で砂漠を生き抜くためのハンドブックの名前として『イバルの書』の英語での通称である「キタブ・アル・イバル（Kitab al-Ibar）」が用いられ、小説の中でも時折この（架空の）本が引用される。また、ハーバートは、ベルベル人やモンゴル人のような遊牧民は、停滞した社会を蹂躙しうるほどに強力であるが、征服後4世代ほどで自己満足に陥るとするハルドゥーンの論文にも明らかに影響を受けている。